# Xiphosomella
Xiphosomella är ett släkte av steklar. Xiphosomella ingår i familjen brokparasitsteklar.

## Dottertaxa tillXiphosomella, i alfabetisk ordning[1]
- Xiphosomella agana
- Xiphosomella aida
- Xiphosomella belinda
- Xiphosomella boliviensis
- Xiphosomella bonera
- Xiphosomella brasiliensis
- Xiphosomella cerutis
- Xiphosomella cinctata
- Xiphosomella claudei
- Xiphosomella crassipes
- Xiphosomella cremastoides
- Xiphosomella ctenator
- Xiphosomella daphne
- Xiphosomella deceptor
- Xiphosomella denticulella
- Xiphosomella dubia
- Xiphosomella ephusia
- Xiphosomella evadne
- Xiphosomella falsata
- Xiphosomella folicana
- Xiphosomella forgana
- Xiphosomella gasmia
- Xiphosomella gethne
- Xiphosomella gomesi
- Xiphosomella helori
- Xiphosomella hippolita
- Xiphosomella insularis
- Xiphosomella jacusme
- Xiphosomella kismeta
- Xiphosomella lacuna
- Xiphosomella merida
- Xiphosomella microdonta
- Xiphosomella nigroornata
- Xiphosomella ozne
- Xiphosomella pesada
- Xiphosomella pirema
- Xiphosomella pirri
- Xiphosomella pulchripennis
- Xiphosomella quadrator
- Xiphosomella quinta
- Xiphosomella roxana
- Xiphosomella rufina
- Xiphosomella setoni
- Xiphosomella slenda
- Xiphosomella stenomae
- Xiphosomella sulphira
- Xiphosomella tricarinata
- Xiphosomella tsiphone
- Xiphosomella ulva
- Xiphosomella velora
- Xiphosomella wirra
- Xiphosomella xora
- Xiphosomella zilla
- Xiphosomella zirconia